# Convolvulus rozynskii
Convolvulus rozynskii är en vindeväxtart som först beskrevs av Standley, och fick sitt nu gällande namn av Walter Hepworth Lewis och R.L. Oliver. Convolvulus rozynskii ingår i släktet vindor, och familjen vindeväxter. Inga underarter finns listade i Catalogue of Life.